# Niagara (Wisconsin)
Niagara ist eine Stadt (mit dem Status „City“) im Marinette County im US-amerikanischen Bundesstaat Wisconsin. Im Jahr 2010 hatte Niagara 1624 Einwohner.

## Geografie
Niagara liegt rechten Ufer des Menominee River, einem Zufluss der Green Bay des Michigansees. Am gegenüberliegenden Flussufer befindet sich der Ort Quinnesec in Michigan.
Die geografischen Koordinaten von Niagara sind 45°46′17″ nördlicher Breite und 87°59′41″ westlicher Länge. Das Gemeindegebiet erstreckt sich über eine Fläche von 7,77 km², die sich auf 7,12 km² Land- und 0,65 km² Wasserfläche verteilen. 
Die neben Quinnesec weiteren Nachbarorte von Niagara sind Norway in Michigan (11,9 km ostnordöstlich), Pembine (19,9 km südlich), Aurora (10,6 km westlich), Kingsford in Michigan (9,3 km westnordwestlich) und Iron Mountain in Michigan (9,7 km nordwestlich).
Die nächstgelegenen größeren Städte sind Sault Ste. Marie und die gleichnamige Nachbarstadt in der kanadischen Provinz Ontario (359 km ostnordöstlich), Green Bay in Wisconsin (149 km südlich), Wisconsins größte Stadt Milwaukee (335 km in der gleichen Richtung), Appleton in Wisconsin (194 km südsüdwestlich), Wisconsins Hauptstadt Madison (364 km in der gleichen Richtung), Wausau (218 km südwestlich), Eau Claire (369 km westsüdwestlich), die Twin Cities in Minnesota (486 km in der gleichen Richtung) sowie Duluth am Oberen See in Minnesota (386 km westnordwestlich).

## Verkehr

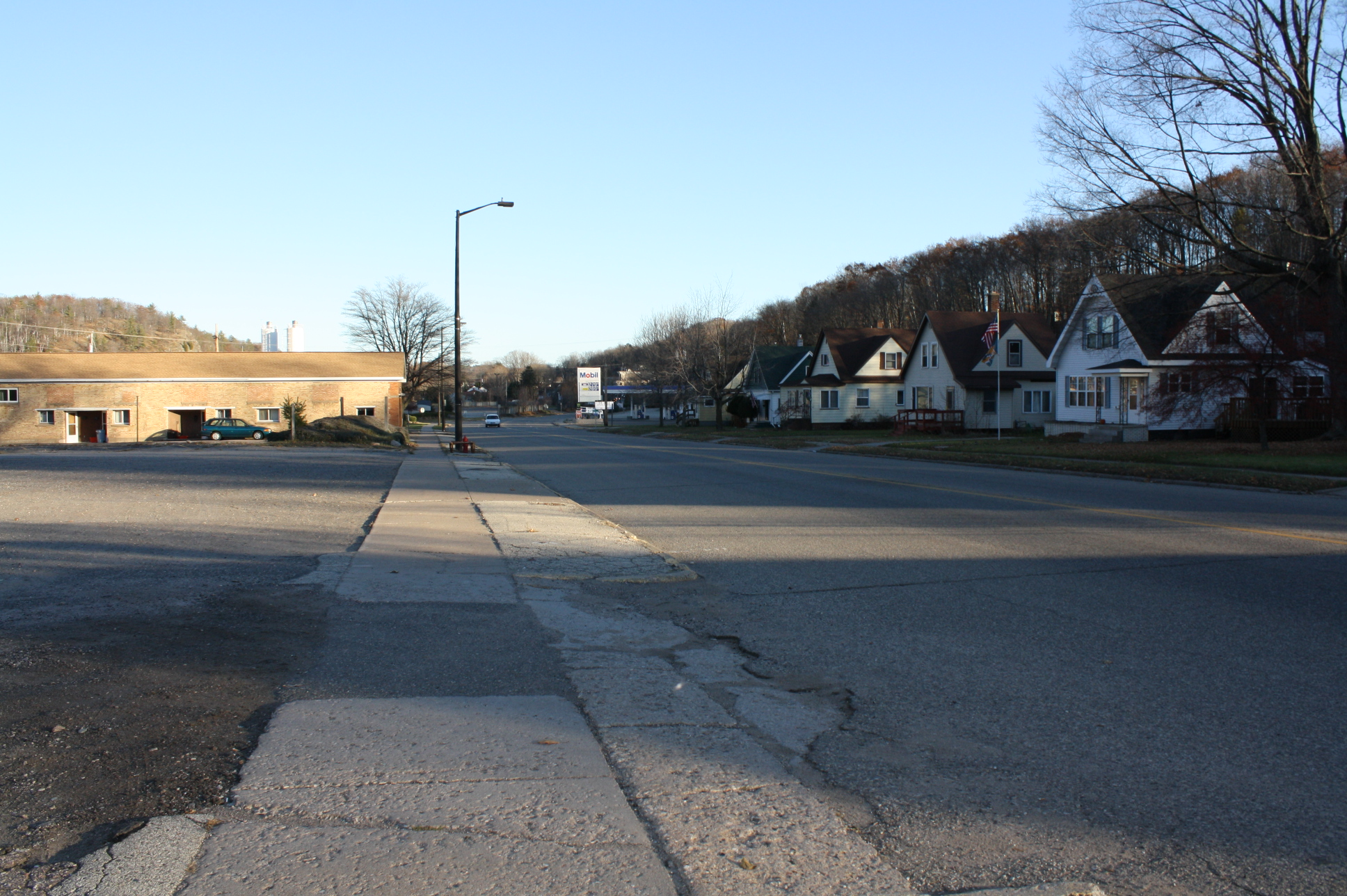
Der US 141 in Niagara

Der U.S. Highway 141 gelangt über eine Brücke aus Richtung Michigan nach Niagara und führt in Nordwest-Südost-Richtung durch das Stadtgebiet als Hauptstraße durch die Stadt. Alle weiteren Straßen sind untergeordnete Landstraßen, teils unbefestigte Fahrwege sowie innerörtliche Verbindungsstraßen.
Für den Frachtverkehr ist die Stadt an das Eisenbahnnetz der Canadian National Railway angebunden.

Die nächsten Flughäfen sind der Ford Airport in Iron Mountain (14 km westnordwestlich), der Sawyer International Airport bei Marquette in Michigan (131 km nordöstlich) und der Austin Straubel International Airport in Green Bay (154 km südlich).

## Bevölkerung
Nach der Volkszählung im Jahr 2010 lebten in Niagara 1624 Menschen in 695 Haushalten. Die Bevölkerungsdichte betrug 228,1 Einwohner pro Quadratkilometer. In den 695 Haushalten lebten statistisch je 2,34 Personen. 
Ethnisch betrachtet setzte sich die Bevölkerung zusammen aus 97,7 Prozent Weißen, 0,1 Prozent Afroamerikanern, 0,6 Prozent amerikanischen Ureinwohnern, 0,4 Prozent Asiaten sowie 0,2 Prozent aus anderen ethnischen Gruppen; 0,9 Prozent stammten von zwei oder mehr Ethnien ab. Unabhängig von der ethnischen Zugehörigkeit waren 1,2 Prozent der Bevölkerung spanischer oder lateinamerikanischer Abstammung. 
24,4 Prozent der Bevölkerung waren unter 18 Jahre alt, 57,6 Prozent waren zwischen 18 und 64 und 18,0 Prozent waren 65 Jahre oder älter. 52,0 Prozent der Bevölkerung waren weiblich.
Das mittlere jährliche Einkommen eines Haushalts lag bei 32.750 USD. Das Pro-Kopf-Einkommen betrug 18.997 USD. 22,4 Prozent der Einwohner lebten unterhalb der Armutsgrenze.